# هورنی سمرژوو
هورنی سمرژوو (به چکی: Horní Smržov) یک منطقهٔ مسکونی در جمهوری چک است که در ناحیه بلانسکو واقع شده‌است. هورنی سمرژوو ۳٫۹ کیلومتر مربع مساحت و ۱۳۶ نفر جمعیت دارد و ۴۵۵ متر بالاتر از سطح دریا واقع شده‌است.